# Antifaces de Oro del Carnaval de Cádiz

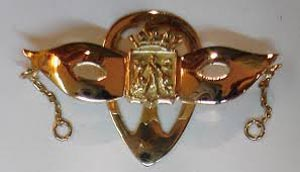
El Antifaz de Oro es el máximo galardón que reciben los carnavaleros gaditanos

El Antifaz de Oro es una distinción otorgada a aquellos personajes relacionados de una forma u otra con el Carnaval de Cádiz. Consiste en una insignia de oro que se concede a carnavaleros con más de 25 años en el mundo de las coplas ya sea como autor, o componente de las agrupaciones oficiales de Carnaval.
Cada año se eligen por votación o por un baremos de puntos a los galardonados. En esta votación son electores los Antifaces de Oro de años anteriores.
Los galardonados tienen también ciertos privilegios en el Concurso Oficial de Agrupaciones Carnavalescas ya que durante el mismo tienen acceso ilimitado al Gran Teatro Falla pudiendo tomar asiento en uno de los palcos platea que se reservan para los mismos.
Durante muchos años el acto de imposición de las insignias se lleva a cabo en el Gran Teatro Falla haciendo una pausa en la final del Concurso Oficial de Agrupaciones Carnavalescas. Desde 2013 se entregan el primer día de concurso como acto de apertura del mismo.

## Relación de galardonados

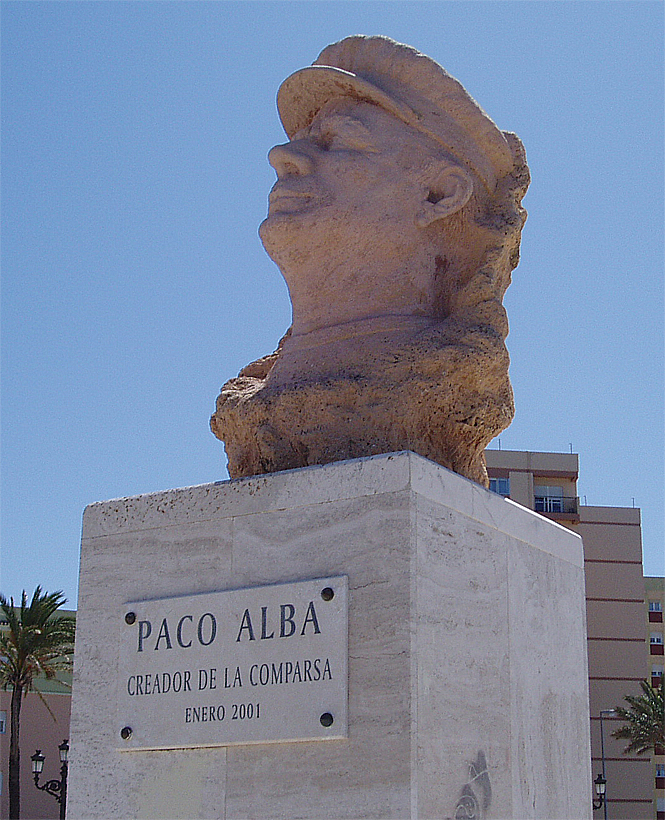
Paco Alba fue galardonado en 1969

| Año  | Galardonados |
| ---- | --- |
| 1967 | Francisco Vélez García Claudio Sánchez Martín Manuel Morilla Delgado Manuel Gómez Castro |
| 1968 | José Macías Retes Ramón Díaz Gómez |
| 1969 | Francisco Alba Medina Manuel Bravo Vilar Joaquín Fernández Garaboa Manuel González García Eduardo Delgado Camelo |
| 1970 | Francisco García de Quirós Manuel Merello Torres José Montes de Oca |
| 1971 | Antonio Gutiérrez Ortiz Antonio Torres Ramírez Luis Ossorio Rossi Pablo Martínez. |
| 1972 | Antonio Clavaín Brull Antonio Girón Beret Juan Olmedo Marín |
| 1973 | Agustín González Rodríguez Gustavo Rosales Márquez José María Ramos Borrero |
| 1974 | Juan Poce Blanco Francisco Mora Serván Francisco Campos Lado |
| 1975 | Enrique Gómez Gómez Salvador Lucas Pavón Eduardo Martínez Trujillo |
| 1976 | Manuel de Agustín López Manuel Sánchez Mellado Federico Aparicio Caballero Vicente del Moral Alonso |
| 1977 | Antonio del Valle Carrillo José Luis Arníz Muñoz Mariano Guiral López |
| 1978 | Pedro Romero Baro Manuel Fornell Martínez Fernando García Pró |
| 1979 | Enrique Villegas Vélez José Rodríguez Rodríguez Francisco Barroso Sánchez |
| 1980 | Francisco Fernández de la Puente Manuel de Palacio Dorado Ricardo Villa Ragel José Quintana Barreiro |
| 1981 | Manuel Cía Arteaga Antonio Martín García Enrique Cheza Fernández Manuel López Cañamaque |
| 1982 | Rafael Herrera García Antonio Migueles Delgado Pedro Serrano Manzorro |
| 1983 | Santiago Cano Mata José Aguilar Cantero Jesús Monzón Fernández |
| 1984 | Manuel Moreno Pavón Antonio Mariscal Montero Antonio Martín Salomón José Mena Ortega |
| 1985 | José Gómez Gómez Antonio Rivera Guzmán Manuel Martín Caramé Juan Muñoz Durán |
| 1986 | Salvador Galeote Ruíz |
| 1987 | Manuel Rodríguez Cantero Antonio Pérez Campo |
| 1988 | Pedro Picón Reyes Carlos Brihuega Rodríguez Rafael Villa Rivilla |
| 1989 | Carlos Peña Ventosa Francisco Rojas Haro José Ruiz Fernández |
| 1990 | Juan Muñoz Sánchez Aurelio Real Germán Manuel Castellón Pareja |
| 1991 | José Rodríguez Hurtado Manuel Argibay Fernández José Sevillano Sánchez |
| 1992 | Emilio Álvarez López Juan Rivero Torrejón |
| 1993 | Juan Garrido Ponce, Juanelo Antonio Rico Segura, Pedro el de los Majaras |
| 1994 | Miguel Rodríguez Andrés |
| 1995 | Ángel Noya Gómez |
| 1996 | Antonio Guerrero Caramé |
| 1997 | José Pérez Toledo |
| 1998 | José Martínez González Eugenio Barriola Macías |
| 1999 | José Moreno Moreno Rafael Torrejón Zuaza |
| 2000 | Miguel Pérez Calvente, El Mellao Diego Macías Mera, Tobi |
| 2001 | Bernardo Castejón Alvarado Emilio López Prats |
| 2002 | José Luis Gutiérrez Calleja, Pepillo Rafael Mosquera Muñoz, Faly Mosquera |
| 2003 | Basilio Ruiz Méndez Pedro de los Reyes Liberato Diego Caraballo Blanco Salvador Rodríguez |
| 2004 | Joaquín Quiñones Madera Julio Pardo Merelo, Fernando Ariza Iglesias |
| 2005 | José Helmo Cesio, Pepón de Cai Manuel Sánchez Alba, Noly José Ramón de Castro González, Ramoni |
| 2006 | Tomás Lillo Jiménez Ángel Subiela Gómez José Luis Bustelo Sánchez Luis Ripoll Lázaro |
| 2007 | José Antonio Cervantes Segura Manuel Mayo Díez de la Torre Manuel Cabañas Rodríguez Rafael Pastrana Guillén |
| 2008 | José Luis García Cossio, El Selu Juan Lucena Morant José Luis Monzón Cruz Antonio Cantos Ossorio, Caracol |
| 2009 | Carlos Brihuega Delgado, El Carli Antonio Rivas Cabañas Francisco Jiménez Collar Gerardo Muñoz Velázquez |
| 2010 | José Manuel Cornejo Benítez, El Chico Ramón Andrades González, El Chispa Mariano Varela Sánchez Rafael Valero Pérez |
| 2011 | José Antonio Pérez Fernández, El Habichuela Juan Fernández Domínguez Félix Cabana Carrión Bernando Moreno Gómez, Bernardi |
| 2012 | Antonio Rodríguez Martínez, El Tío de la tiza Manolo Santander Cahué, Manolito Santander Juan Rivero Muñoz Francisco Oliva Correro Carmelo García Muñoz                                                                                                   |
| 2013 | Antonio de Carlos Moreno José Luis Mejías José Ramón Zamora, Kiko Zamora Manuel Carrión, El Cabra Andrés Gatica |
| 2014 | Fernando Migueles Santander, Nandi Migueles José Chulián Alcantara José Antonio García Molina, El Tato José Manuel Escandón Villegas, El Cuñao Juan Luis Fernández Cerredo                                                                                |
| 2015 | Constantino Tovar Verdejo, Tino Tovar Francisco Sánchez Payán, Pacoli Manuel Cabana Carrión, Ronco José Luis Suárez de Bustillo, El Varilla Antonio Gijón Cabeza, El Willy                                                                                |
| 2016 | Juan Manuel Braza Benítez, El Sheriff Francisco Olmedo Losey, Willy Olmedo Antonio Rodríguez Pino, El Maera José Manuel García, El Crui Eusebio Torres Bárcena, Peyo                                                                                      |
| 2017 | Luis Manuel Rivero Ramos José Luis Ballesteros Castro, El Love José Armario Gómez, El Formi José Antonio García Muñoz, Tuffi Saturnino Flores Sotelo, Nino                                                                                                |
| 2018 | Francisco Abeijón Ramos, Carapalo Francisco Sibón Pereira, Paqui José Manuel Pedrosa Rodríguez Miguel Larrán Saá Antonio Carrión Sandoval Manuel Cornejo Aragón, Don Adolfo                                                                               |
| 2019 | José Antonio Cheza Martínez, Nene Cheza Ángel Iglesias García, Angelín Francisco Javier Alcántara Sánchez Juan Ignacio Moreno Verdulla, Kiko Moreno Joaquín Gutiérrez Martín José Manuel González Aragón, Manolito el cariñoso José Peña Herrera, el Peña |
| 2020 | Juan Carlos Aragón BecerraAntonio Martínez Áres Pepe Silva Navarro José Sibón Pedemonte "Purri" Cristóbal Cornejo Antonio Trujillo Ramos Pedro Trujillo Ramos                                                                                             |
| 2021 | Salvador Longobardo Tirado José María Acosta Paúl El Niño de Malet' Antonio Rivas Palacios You Juan José Letrán Baizán Juan José Aguilar Muñoz Juancho'                                                                                                   |
| 2022 | Adela del Moral Eduardo Bablé Antonio Oliva José Antonio Pérez Vargas José Antonio Valdivia Bosch Luis Vega Antolín ‘El Purri’ |
| 2023 | Manolo Varo Serafín Pérez Paco Schapachini Antonio Procopio José Manuel Romero Pareja 'El Petra Juan Antonio Lamas |
| 2024 | Manuel Albaiceta Revuelta Carlos Sibón Pedemonte Alejandro Monzón Cruz Jose Antonio Flores Pérez 'Ensaladilla' Francisco Díaz García 'Pelahigo' |